# Kanku-dai
Kanku Dai (dal giapponese: 観大 grande vista e 空 cielo 観空大 "grande visione del cielo") è un kata dello stile Shotokan. Con 65 movimenti, è il kata più lungo nello stile Shotokan ed è uno dei più complessi. Si ritiene che Gichin Funakoshi preferisse questo kata poiché rappresenta meglio il suo stile.

## La storia
Il suo nome originario, Kushanku, deriva da Kung Siang Chun, suo creatore, membro cinese di una missione diplomatica in Giappone durante la dinastia Ming, esperto di boxe cinese.
Il M° Funakoshi, al quale piaceva molto veder eseguire questo kata, cambiò il nome in Kanku Dai per far sì che esso fosse accettato, cosa molto poco probabile durante il periodo di guerra tra Cina e Giappone.  
Kanku Dai prende questo nome dai primi movimenti del kata dove le mani, dal basso, salgono verso l'alto, come fa il sole quando sorge.
Attraverso i sessantacinque movimenti e le centododici tecniche di questo kata, si dovrebbe riuscire a neutralizzare attacchi portati da ben otto direzioni.
Da questo kata, poi, il figlio del M° Funakoshi, Yoshitaka Funakoshi, elaborò il Kanku Sho.